# Oberreute
Oberreute es un municipio situado en el distrito de Lindau, en el estado federado de Baviera (Alemania), con una población a finales de 2016 de unos 1628 habitantes.
Se encuentra ubicado al suroeste del estado, en la región de Suabia, cerca de la orilla del lago de Constanza, y de la frontera con Austria y el estado de Baden-Wurtemberg.

## Hermanamientos
La localidad de Oberreute ha firmado vínculos de cooperación perdurables, en carácter de hermanamientos, con las siguientes ciudades:
- La Cumbrecita, Provincia de Córdoba (Argentina), República Argentina (23 de marzo de 2019)[3]